# Bloeme Evers-Emden
Bloeme Evers-Emden (26. juli 1926 - 18. juli 2016) var en hollandsk lærer og børnepsykolog, der grundigt undersøgt fænomenet "skjulte børn" under Anden Verdenskrig og skrev fire bøger om emnet i 1990'erne. I 1991 bliv hun dekoreret af dronning Beatrix af Nederlandene som officer af Orde van Oranje-Nassau

## Tidlige liv
Hun blev født Bloeme Emden i Amsterdam datter af Emanuel Emden, en socialist, og Rosa Emden-DeVries, en syerske. Hendes lillesøster, Via Roosje, blev født 29 maj 1932..
I 1941 gik Bloeme et jødiske gymnasium , hvor hun blev venner med Margot Frank og Anne Frank. Bloeme så Anne Frank, Margot Frank og deres mor Edith Frank-Holländer regelmæssigt i Auschwitz,og er siden blevet interviewet for sine erindringer om kvinderne fra Frank-familien under tiden i Auschwitz i tv-dokumentaren fra 1988 The Last Seven Months of Anne Frank af den hollandske filmskaber, Willy Lindwer, og i BBC-dokumentaren fra 1995 Anne Frank Remembered.